# フェデックス・フォーラム
フェデックス・フォーラム (FedExForum) はアメリカ合衆国テネシー州メンフィスの中心部に位置する屋内競技施設。アメリカプロバスケットボールリーグNBAのメンフィス・グリズリーズと、NCAAのメンフィス大学タイガースの本拠地として利用されている。

## 概要
2004年9月にメンフィス市によって完成された。設計者はエラーブ・ベケット。ネーミングライツはメンフィスの最も有名な企業である貨物航空会社のフェデックスが取得した。座席数は約19,000席で、コートサイドには1,000席ある。
バスケットボールを開催する際に用いられるショットクロックは、試合の局面などで観客の視界の邪魔にならないようにシースルー（透明）のデザインが施されている。ニュージャージー・ネッツのファンが電子メールでNBAに送ってきた意見をもとに、コミッショナーのデビッド・スターンが新しいショットクロックの製作を進行させ、フェデックス・フォーラムで初めて実験的に採用された。
2007年にはWWEアンフォーギヴェンが開催された。